# Vella lucentina
Vella lucentina là một loài thực vật có hoa trong họ Cải. Loài này được M.B.Crespo miêu tả khoa học đầu tiên năm 1992.